# Surprise Surprise
«Surprise Surprise» — песня канадской рок группы Billy Talent. Релиз состоялся 7 августа 2012 года в iTunes в качестве сингла к альбому Dead Silence.

## Информация о песне
21 июля 2012 года участники группы заявили на своём аккаунте в Tumblr, что провели весь день на съёмках музыкального клипа к своему следующему синглу, хотя они не были уверенны в точной дате релиза.
Большая часть видеоматериала для музыкального клипа была отснята в Канадском Музее Военной Авиации в Гамильтоне, Онтарио.
Джонатан Гэллант написал в Twitter:
Сейчас идёт съёмка клипа для нашего следующего сингла. Он будет великолепен! Боевые самолёты, летающие акулы, хипстеры, человек-свинья... Что за жизнь!
Релиз клипа состоялся 12 октября.

## Музыкальное видео
Видео начинается с Бена, Иэна, Аарона и Джонатана в военном штабе. Офицер прогоняет их и каждый садится в свой самолёт истребитель. Песня начинается, когда «Человек-Свинья» взвизгивает, увидев, что группа прилетела в его город, населённый хипстерами. Группа начинает уничтожать армию Человека-Свиньи, состоящую из летающих акул. Он сам забирается в гигантскую летающую змею, когда гитарное соло начинается. Иэн разбивается из-за того, что акула кусает за хвост его самолёт. Когда соло заканчивается, Аарон начинает стрелять в акулу из MP5. Цель Аарона пролетает сзади самолёта Джона, из-за чего несколько патронов попадают в него. Джонатан падает на здание. Самолёт Аарона сразу разрушается акулами. Бенджамин, оставшийся последним, сражается с Человеком-Свиньёй один-на-один. После небольшой перестрелки, музыкант идёт на таран летающей змеи.